# Admirał Niepienin
"Admirał Niepienin" (ros. Бронепоезд "Адмирал Непенин") – lekki pociąg pancerny Białych podczas wojny domowej w Rosji.
Pociąg został utworzony na początku 1919. Był uzbrojony w działa morskie. Dowództwo objął por. (od października kpt. 2 rangi) Nikołaj M. Leman. Załoga była skompletowana oficerami marynarki wojennej. Pociąg działał na linii kolejowej Murmańsk-Wołogda. Był podporządkowany 5 Północnej Brygadzie Strzeleckiej. 18-19 lutego 1920 r. na stacji kolejowej Chołmogory, po zaciętej walce, pociąg opanowali bolszewicy. Część załogi została rozstrzelana, pozostali przeszli na ich stronę. Oficerowie próbowali przedostać się wzdłuż linii kolejowej do Murmańska, ale zostali okrążeni we wsi Suchoje. Niektórym udało się dotrzeć do Finlandii (m.in. N. M Leman), zaś resztę rozstrzelano.